# Почётный гражданин города Олонец
Почётный гражданин города Олонец — высшая награда города Олонец Республики Карелия Российской Федерации. Является формой поощрения граждан, выражением признания заслуг и поощрения их личной деятельности, направленной на пользу города Олонца, обеспечение его благополучия и процветания.
Звание «Почётный гражданин г. Олонца» учреждено решением исполкома Олонецкого горсовета от 13 июня 1984 года
На 2024 год звание присвоено 43 гражданам. Среди них освободители Олонецкого района от фашистских захватчиков, ветераны Великой Отечественной войны, труженики тыла, ветераны труда.

## Хронологический список
1984 год:
- Бобков Василий Никифорович (04.05.1905 — 26.09.1990)
- Логинов Иван Фёдорович (07.06.1906 — 15.08.1986)
- Митрукова Елена Алексеевна (13.07.1924 — 18.01.2016)
- Харазия Хасан Лагустанович (14.01.1908 — 21.03.1990)
- Макаров Александр Васильевич (31.08.1909 — 08.02.1996)

1989 год:
- Кренёва Екатерина Ивановна (24.09.1913 — 01.04.1998)
- Рухтоев Георгий Иванович (13.05.1916 — 09.04.1999)
- Крупица Константин Константинович (31.07.1914 — 28.04.1997)
- Изотов Лев Сергеевич (27.08.1925 — 14.05.2016)

1994 год:
- Колдаев Михаил Михайлович (10.03.1920 — 17.10.2001)
- Ломбах Юрий Владимирович (07.06.1921 — 27.01.1999)
- Сивов Геннадий Яковлевич (31.07.1922 — 13.02.2004)

1997 год:
- Беляева Галина Павловна (род. 30.07.1947)

1998 год:
- Кононов Михаил Константинович (16.08.1923 — 09.01.2005)
- Степанов Виктор Николаевич (27.01.1947)

2000 год:
- Дубалов Николай Дмитриевич (06.08.1930 — 15.05.2002)

2001 год:
- Кудельников Иван Александрович (23.04.1921 — 19.04.2008)

2002 год:
- Ребрий Эльвира Ивановна (род. 23.03.1942)
- Филатова Маргарита Ивановна (21.01.1921 — 03.07.2002)(посмертно)
- Митруков Василий Васильевич (06.01.1935 — 01.11.2021)
- Кузьмин Иван Петрович (12.04.1928 — 15.07.2002)
- Герасимов Андрей Петрович (11.06.1930 — 17.01.2003)

2004 год:
- Кабанова Тамара Николаевна (20.11.1934 — 19.04.2022)

2005 год:
- Халявин Константин Сергеевич (11.07.1922 — 24.12.2004) (посмертно)
- Жорин Николай Ильич (23.04.1925 — 05.09.2006)
- Степанов Михаил Александрович (01.09.1930 — 14.08.2008)
- Калинин Василий Петрович (24.11.1935 — 31.01.2023)

2010 год:
- Плесовских Николай Павлович (24.09.1925 — 26.11.2011)

2012 год:
- Петраш Парасковья Егоровна (05.10.1919 — 14.01.2015)

2014 год:
- Щербаков Анатолий Павлович (род. 20.04.1925)

2015 год:
- Бакбергенов Курмантай Имангалиевич (20.08.1925 −2020)

2017 год:
- Кюршунова Зинаида Николаевна (30.09.1927 — 07.01.2019)
- Фешева Юлия Ивановна[1] (род. 22.07.1932)

2018 год:
- Андрейко Алексей Захарович (род. 06.08.1946)

2019 год:
- Кочкуркина Светлана Ивановна (род. 16.04.1940)
- Зорина Людмила Николаевна (род. 07.06.1941)
- Дубинина Зинаида Тимофеевна (02.08.1934 — 22.01.2022)
- Григорьев Степан Васильевич (15.09.1924 — 18.05.2021)

2020 год:
- Зорин Евгений Иванович (28.11.1945 — 09.07.2021)

2021 год:
- Сорвин Валентин Дмитриевич (04.07.1925 — 29.11.2020 г.г)
- Фомина Рена Фёдоровна (род. 07.01.1933)
- Ларин Владислав Владимирович (род. 07.10.1995)

2023 год:
- Тарасова Мария Ивановна (род. 28.01.1949)